# Back in the Day
Back in the Day ist ein US-amerikanischer Kriminalfilm aus dem Jahr 2005. Regie führte James Hunter, der gemeinsam mit Michael Raffanello auch das Drehbuch schrieb.

## Handlung
Reggie Cooper bricht mit dem Leben als Mitglied einer Straßengang. Er zieht zu seinem geschiedenen Vater Benson, um den Jugendgangs zu entkommen, die in der Wohngegend seiner Mutter aktiv sind. Reggie trifft den auf Bewährung aus dem Gefängnis entlassenen Freund J-Bone. Nach dem Tod seines Vaters beteiligt sich Reggie erneut an Verbrechen und hofft, den Vater rächen zu können. Er wird in den Mord an dem Pastor James Packer verwickelt.
Reggie verliebt sich in Alicia Packer, die Tochter des Ermordeten. Er wird mit der Entscheidung konfrontiert, ob er J-Bone verraten soll. 
Am Schluss gesteht J-Bone, dass er den Pastor getötet hatte wie auch Reggies Vater, da er in ihnen Verräter sah. Kurz bevor es zu weiteren Todesopfern kommt wird J-Bone von einem Scharfschützen der Polizei niedergestreckt. Reggie wird freigesprochen und kann nun auf einen Neuanfang hoffen.

## Kritiken
Kino.de bezeichnete den „realitätsnahen, hochkarätig besetzten Ghettokrimi“ als „erfreulich unsentimentales, hartes Verliererdrama aus der andernorts gern romantisch überhöhten Welt des Ghettobandentums“.
Das Lexikon des internationalen Films schrieb, der Film sei ein „mehrheitlich mit schwarzen Darstellern besetztes Gangsterdrama“, welches „der Idealisierung des Ghetto-Daseins kaum Platz“ einräume. Die Handlung sei „zügig und rau erzählt“.

## Hintergründe
Der Film wurde in Puerto Rico gedreht. In den Vereinigten Staaten wurde er am 24. Mai 2005 direkt auf DVD veröffentlicht.